# سائوبر سی۱۴
سائوبر سی۱۴ (انگلیسی: Sauber C14) یک اتومبیل فرمول یک بود که تیم سائوبر با آن در مسابقات قهرمانی جهان فرمول یک ۱۹۹۵ در آن شرکت کرد. این خودرو از موتور فورد ۳ لیتری ۸ سیلندر استفاده می‌کرد و با سوخت پتروناس کار می‌کرد. حامی اصلی تیم در زمان این خودرو، ردبول بود. این خودرو بعداً با سائوبر سی۱۵ جایگزین شد.